# PS Alex
PS Alex (* 1980; eigentlich Alexander Tylla) ist ein deutscher Partyschlagersänger. Er wurde vor allem durch seine beiden Ballermann-Hits Eine Frau, die mich nach Hause trägt und Heut’ Abend hab ich Kopfweh bekannt. Neben seiner Solokarriere war er auch mit der Band Partyschweine sowie aktuell dem Duo Die Jungs vom Bodensee aktiv.

## Leben
Alexander Tylla startete seine musikalische Karriere bei der Band Die Partyschweine, die 2001 eine Maxi-CD namens Gute Freunde über Koch Music veröffentlichte. Danach spielten sie häufig im Mega Park sowie bei der RTL-II-Show Ballermann-Hits. Die Band trennte sich 2007, Tylla machte solo unter dem Pseudonym PS Alex weiter. Erste Auftritte hatte er auf dem Bierkönig auf Mallorca. 2007 hatte er mit Eine Frau die mich nach Hause trägt seinen ersten Hit, der Platz 64 der deutschen Single-Charts erreichte und insgesamt neun Wochen in den Charts blieb. Ein Jahr später gelang ihm mit Heut’ Abend habe ich Kopfweh erneut der Einstieg in die deutschen Charts.
Alexander Tylla versuchte 2009 mit seiner damaligen Freundin nach Mallorca auszuwandern. Dies wurde in der RTL2-Sendung Exklusiv – Die Reportage und der Sat.1-Sendung 24 Stunden thematisiert.
2012 gründete er zusammen mit Reiner Jäckle das Schlager-Duo Die Jungs vom Bodensee, die vor allem bei Stadt- und Dorffesten im Bodenseer Raum auftreten.

## Diskografie
Solokarriere
- 2007: Eine Frau die mich nach Hause trägt
- 2008: Heut’ Abend hab ich Kopfweh
- 2009: Bier gehört zu mir (Single Version)
- 2011: Una Cerveza Por Favor
- 2011: Alles hat ein Ende (nur die Wurst hat zwei)
- 2015: Das ist meine Welt
- 2016: Ohne Holland fahrn wir zur WM
- 2017: Was gestern war ist scheißegal 2K17
- 2018: Hände hoch, es ist Party

Mit Die Partyschweine
- 2001: Gute Freunde
- 2004: Wir feiern ohne Ende
- 2005: Tut mir leid, ich bin bereit (...Popo packen)
- unbekannt: Geile Party

Mit Die Jungs vom Bodensee
- 2015: Schöne Zeit (Album, Update-Media-Group)
- 2019: Hänsele